# Diáspora judaica

Mapa da diáspora judaica ao redor do mundo
Israel
+ 1.000.000
+ 100.000
+ 10.000
+ 1.000

Diáspora judaica (no hebraico tefutzah, "dispersado", ou גלות galut "exílio") refere-se a diversas expulsões forçadas dos judeus pelo mundo e da consequente formação das comunidades judaicas fora do que hoje é conhecido como Israel, partes do Líbano e Jordânia (por aproximadamente dois mil anos).
Nos termos da Bíblia Hebraica, o termo "Exílio" denota o destino dos israelitas que foram levados para o exílio do Reino de Israel durante o século VIII a.C. , e dos judeus do Reino de Judá que foram levados para o exílio durante o século VI a.C. Durante o exílio, os judaítas ficaram conhecidos como "judeus" ( יְהוּדִים , ou Yehudim ), sendo " Mordecai, o Judeu" do Livro de Ester a primeira menção bíblica do termo.
O primeiro exílio foi o exílio assírio, a expulsão do Reino de Israel (Samaria) iniciada por Tiglate-Pileser III da Assíria em 733 a.C. Este processo foi completado por Sargão II com a destruição do reino em 722 a.C., concluindo um cerco de três anos a Samaria iniciado por Salmaneser V. A próxima experiência de exílio foi o cativeiro babilônico, no qual partes da população do Reino de Judá foram deportadas em 597 a.C. e novamente em 586 a.C. pelo Império Neobabilônico sob o governo de Nabucodonosor II.
Uma diáspora judaica existiu durante vários séculos antes da queda do Segundo Templo, e a sua permanência em outros países, na sua maior parte, não foi resultado de uma deslocação compulsória. Antes de meados do primeiro século d.C., além da Judéia, Síria e Babilônia, existiam grandes comunidades judaicas nas províncias romanas do Egito, Creta e Cirenaica, e na própria Roma; após o cerco de Jerusalém em 63 a.C., quando o reino hasmoneu se tornou um protetorado de Roma, a emigração se intensificou. Em 6 d.C. a região foi organizada como a província romana da Judéia. A população da Judéia se revoltou contra o Império Romano em 66 d.C. na Primeira Guerra Judaico-Romana , que culminou na destruição de Jerusalém em 70 d.C.. Durante o cerco, os romanos destruíram o Segundo Templo e a maior parte de Jerusalém. Este momento decisivo, a eliminação do centro simbólico do Judaísmo e da identidade judaica, motivou muitos judeus a formular uma nova autodefinição e a ajustar a sua existência à perspectiva de um período indefinido de deslocamento.
Em 132 d.C., Bar-Kokhba liderou uma rebelião contra Adriano, uma revolta ligada à renomeação de Jerusalém como Aelia Capitolina. Após quatro anos de guerra devastadora, a revolta foi reprimida e os judeus foram proibidos de entrar em Jerusalém.
Durante a Idade Média, devido ao aumento da migração e do reassentamento, os judeus dividiram-se em grupos regionais distintos que hoje são geralmente abordados de acordo com dois agrupamentos geográficos principais: os Ashkenazi do Norte e Leste da Europa, e os Judeus Sefarditas e Mizrahim da Península Ibérica (Espanha e Portugal), Norte de África e Oriente Médio. Estes grupos têm histórias paralelas partilhando muitas semelhanças culturais bem como uma série de massacres, perseguições e expulsões, como a expulsão da Inglaterra em 1290, a expulsão de Espanha em 1492, e a expulsão dos países árabes em 1948–1973. (Judeus foram expulsos e banidos de inúmeros outros países e continentes desde a Europa, África e Asia), a sua religião e ascendência partilhadas com os israelitas, bem como a sua comunicação e população contínuas transferências, foi responsável por um sentido unificado de identidade judaica cultural e religiosa entre sefarditas, mizrahim e asquenazes desde o final do período romano até o presente.

## Diáspora pré-romana
Em 722 a.C., os assírios, sob o comando de Sargão II, sucessor de Salmaneser V, conquistaram o Reino de Israel, e muitos israelitas foram deportados para a Mesopotâmia. A diáspora judaica propriamente dita começou com o exílio babilônico no século VI aC.
Após a derrubada do Reino de Judá em 586 a.C. por Nabucodonosor II da Babilônia (ver cativeiro babilônico ) e a deportação de uma parcela considerável de seus habitantes para a Mesopotâmia, os judeus tiveram dois centros culturais principais: a Babilônia e a terra de Israel. 
Os deportados retornaram para Samaria depois que o Império Neobabilônico foi, por sua vez, conquistado por Ciro, o Grande. O livro bíblico de Esdras inclui dois textos considerados decretos que permitem aos judeus deportados retornar à sua terra natal depois de décadas e ordenam a reconstrução do Templo. As diferenças de conteúdo e tom dos dois decretos, um em hebraico e outro em aramaico, fizeram com que alguns estudiosos questionassem a sua autenticidade.
O Cilindro de Ciro, uma antiga tabuinha na qual está escrita uma declaração em nome de Ciro referindo-se à restauração de templos e à repatriação de povos exilados, tem sido frequentemente considerada uma corroboração da autenticidade dos decretos bíblicos atribuídos a Ciro.
Embora a maior parte do povo judeu durante este período, especialmente as famílias ricas, se encontrasse na Babilônia, a existência que lá levaram, sob os sucessivos governantes dos Aquemênidas, dos Selêucidas, dos Partos e dos Sassânidas, foi obscura e desprovida. de influência política. Os exilados mais pobres, mas mais fervorosos, retornaram a Judá/Terra de Israel durante o reinado dos Aquemênidas (c. 550–330 a.C.). Ali, tendo como centro o Templo reconstruído em Jerusalém, organizaram-se numa comunidade, animada por um notável ardor religioso e por um apego tenaz à Torá como foco da sua identidade. À medida que este pequeno núcleo aumentou em número com a adesão de recrutas de vários quadrantes, despertou para a consciência de si mesmo e lutou mais uma vez pela independência nacional e pela emancipação e soberania política. 
A primeira diáspora judaica no Egito surgiu no último século de domínio faraônico, aparentemente com o assentamento ali, seja sob Assurbanipal ou durante o reinado de Psammético de uma colônia de mercenários judeus, uma classe militar que serviu sucessivamente aos persas, aos ptolomaicos e aos romanos. governos até as primeiras décadas do século II d.C., quando a revolta contra Trajano os destruiu. A sua presença foi apoiada por numerosos administradores judeus que se juntaram a eles nos centros militares e urbanos do Egito.De acordo com Josefo , quando Ptolomeu I tomou a Judéia, ele conduziu 120.000 judeus cativos para o Egito, e muitos outros judeus, atraídos pelas políticas liberais e tolerantes de Ptolomeu e pelo solo fértil do Egito, emigraram da Judéia para o Egito por sua própria vontade.Ptolomeu estabeleceu os judeus no Egito para empregá-los como mercenários. Posteriormente, Ptolomeu II Filadelfo emancipou os judeus levados para o Egito como cativos e os estabeleceu em cleruchs, ou colônias especializadas, como unidades militares judaicas.
Embora as comunidades em Alexandria e Roma remontassem a antes da Revolta dos Macabeus, a população da diáspora judaica expandiu-se após a campanha de Pompeu em 62 a.C. Sob os príncipes hasmoneus, que foram inicialmente sumos sacerdotes e depois reis, o estado judeu exibiu até mesmo um certo brilho e anexou vários territórios. Logo, porém, a discórdia dentro da família real e o crescente descontentamento dos piedosos, para com os governantes que já não demonstravam qualquer apreciação das reais aspirações dos seus súditos, tornaram a nação judaica uma presa fácil para as ambições dos agora cada vez mais autocráticos e imperiais romanos, os sucessores dos selêucidas. Em 63 a.C. , Pompeu invadiu Jerusalém, o povo judeu perdeu a sua soberania política e independência, e Gabínio sujeitou o povo judeu a tributos.

### Populações da primeira diáspora
Já no terceiro século a.C., comunidades judaicas surgiram para as ilhas do Egeu, na Grécia, na Ásia Menor, na Cirenaica, na Itália e no Egito. Na Palestina, sob os auspícios favoráveis do longo período de paz - quase um século inteiro - que se seguiu ao advento dos Ptolomeus, os novos caminhos iriam florescer. Através de todos os tipos de contactos, e particularmente graças ao desenvolvimento do comércio, o helenismo infiltrou-se por todos os lados em graus variados. Os portos da costa mediterrânica foram indispensáveis ao comércio e, desde o início do período helenístico, conheceram um grande desenvolvimento. Na diáspora ocidental, o grego rapidamente se tornou dominante na vida judaica e restam poucos sinais de contato profundo com o hebraico ou o aramaico, sendo este último provavelmente o mais prevalente. Os judeus migraram para novos assentamentos gregos que surgiram no Mediterrâneo Oriental e em antigas áreas súditas do Império Persa na esteira das conquistas de Alexandre, o Grande, estimulados pelas oportunidades que esperavam encontrar.A proporção de judeus na diáspora em relação ao tamanho da nação como um todo aumentou de forma constante ao longo da era helenística e atingiu dimensões surpreendentes no início do período romano, particularmente em Alexandria. Não foi por esta razão que o povo judeu se tornou um fator político importante, especialmente porque os judeus na diáspora, apesar das fortes tensões culturais, sociais e religiosas, permaneceram firmemente unidos à sua pátria. Smallwood escreve que, 'É razoável conjecturar que muitos, como o assentamento em Puteoli atestado em 4 a.C., remontam à República Romana tardia (pré-Império Romano) ou ao início do Império e se originaram na emigração voluntária e na atração do comércio e do comércio." Muitos judeus migraram de Alexandria para Roma devido às prósperas relações comerciais entre as cidades. Datar os numerosos assentamentos é difícil. Alguns assentamentos podem ter resultado da emigração judaica após a derrota das revoltas judaicas. Outros, como a comunidade judaica em Roma, eram muito mais antigos, datando pelo menos de meados do século II aC, embora tenham se expandido muito após a campanha de Pompeu em 62 a.C. Em 6 d.C., os romanos anexaram a Judéia. Somente os judeus da Babilônia permaneceram fora do domínio romano.   Ao contrário dos judeus helenizados de língua grega no Ocidente, as comunidades judaicas na Babilônia e na Judéia continuaram a usar o aramaico como língua principal. Já em meados do século II aC, o autor judeu do terceiro livro do Orácula Sibyllina dirigiu-se ao “povo escolhido”, dizendo: “Toda terra está cheia de ti e todo mar”. As mais diversas testemunhas, como Estrabão, Fílon, Sêneca, Cícero , e Josefo, todas mencionam populações judaicas nas cidades da bacia do Mediterrâneo. 
O rei Agripa I, numa carta a Calígula, enumerou entre as províncias da diáspora judaica quase todos os países helenizados e não helenizados do Oriente. Esta enumeração estava longe de estar completa, uma vez que a Itália e Cirene não foram incluídas. As descobertas epigráficas de ano para ano aumentam o número de comunidades judaicas conhecidas, mas devem ser vistas com cautela devido à falta de evidências precisas dos seus números. De acordo com o antigo historiador judeu Josefo, a próxima população judaica mais densa depois da Terra de Israel e da Babilônia estava na Síria, particularmente em Antioquia, e Damasco, onde 10.000 a 18.000 judeus foram massacrados durante a grande insurreição. O antigo filósofo judeu Filon estima que o número de habitantes judeus no Egito seja de um milhão, um oitavo da população. Alexandria foi de longe a mais importante das comunidades judaicas egípcias. Os judeus na diáspora egípcia estavam no mesmo nível dos seus homólogos ptolomaicos e existiam laços estreitos entre eles e Jerusalém. Como em outras diásporas helenísticas, a diáspora egípcia foi uma diáspora de escolha e não de imposição.
A julgar pelos relatos posteriores de massacres em massa em 115 d.C., o número de residentes judeus na Cirenaica, no Chipre e na Mesopotâmia também deve ter sido grande. No início do reinado de César Augusto, havia mais de 7.000 judeus em Roma (embora este seja apenas o número que se diz ter escoltado os enviados que vieram exigir a deposição de Arquelau ; compare: Bringmann: Klaus: Geschichte der Juden im Altertum, Stuttgart 2005, p. 202. Bringmann fala sobre 8.000 judeus que viviam na cidade de Roma.). Muitas fontes dizem que os judeus constituíam um décimo (10%) da população da própria antiga cidade de Roma. Finalmente, se as somas confiscadas pelo governador Lúcio Valério Flaco no ano 62/61 a.C. representassem o imposto de uma didracma per capita durante um único ano, isso implicaria que a população judaica da Ásia Menor chegava a 45.000 homens adultos, num total de pelo menos 180.000 pessoas.

## Sob o Império Romano
Os romanos não faziam distinção entre judeus dentro e fora da Terra de Israel/Judéia. Eles cobravam um imposto anual do templo dos judeus dentro e fora de Israel. As revoltas e a supressão das comunidades da diáspora no Egito, na Líbia e em Creta em 115-117 d.C. tiveram um impacto severo na diáspora judaica.[carece de fontes?]

### População
O autor do século 13, Bar Hebraeus, deu um número de 6.944.000 judeus no mundo romano. Salo Wittmayer Baron considerou o número convincente. O número de sete milhões dentro e um milhão fora do mundo romano em meados do primeiro século tornou-se amplamente aceito, inclusive por Louis Feldman. No entanto, os estudiosos contemporâneos aceitam agora que Bar Hebraeus baseou o seu número num censo do total de cidadãos romanos e, portanto, incluiu não-judeus. A cifra de 6.944.000 está registrada na Crônica de Eusébio. Louis Feldman, anteriormente um defensor ativo da figura, agora afirma que ele e o Barão estavam enganados. Fílon dá o número de um milhão de judeus vivendo no Egito. John R. Bartlett rejeita inteiramente os números de Baron, argumentando que não temos ideia do tamanho da demografia judaica no mundo antigo.

## Destruição da Judéia
O domínio romano na Judéia começou em 63 a.C. com a captura de Jerusalém por Pompeu. Depois que a cidade caiu nas mãos das forças de Pompeu, milhares de prisioneiros de guerra judeus foram trazidos da Judéia para Roma e vendidos como escravos. Depois que esses escravos judeus foram alforriados, eles se estabeleceram permanentemente em Roma, na margem direita do Rio Tibre, como comerciantes. Em 37 a.C., as forças do rei cliente Herodes, o Grande, capturaram Jerusalém com assistência romana, e provavelmente houve um influxo de escravos judeus levados para a diáspora pelas forças romanas. Em 53 a.C., uma pequena revolta judaica foi reprimida e os romanos posteriormente venderam mais prisioneiros de guerra judeus como escravos. O domínio romano continuou até a Primeira Guerra Judaico-Romana, ou a Grande Revolta, um levante judaico para lutar pela independência, que começou em 66 d.C. e foi eventualmente esmagado em 73 d.C., culminando no Cerco de Jerusalém e no incêndio e destruição do Templo, centro da vida nacional e religiosa dos judeus em todo o mundo. A diáspora judaica na época da destruição do Templo, segundo Josefo, estava na Pártia (Pérsia), Babilônia (Iraque), Arábia, bem como alguns judeus além do Eufrates e em Adiabene (Curdistão). Nas próprias palavras de Josefo, ele informou "os árabes mais remotos" sobre a destruição. 
Comunidades judaicas também existiam no sul da Europa, Anatólia, Síria e Norte da África. Os peregrinos judeus da diáspora, que não se intimidaram com a rebelião, tinham vindo a Jerusalém para a Páscoa antes da chegada do exército romano, e muitos ficaram presos na cidade e morreram durante o cerco. De acordo com Josefo, cerca de 97.000 judeus cativos da Judéia foram vendidos como escravos pelos romanos durante a revolta. Muitos outros judeus fugiram da Judéia para outras áreas ao redor do Mediterrâneo. Josefo escreveu que 30.000 judeus foram deportados da Judéia para Cartago pelos romanos. 
Exatamente quando o Antijudaísmo Romano começou é uma questão de debate acadêmico, no entanto o historiador Hayim Hillel Ben-Sasson propôs que a "Crise sob Calígula" (37-41) foi a "primeira ruptura aberta entre Roma e os Judeus".  Enquanto isso, a Guerra de Kitos, uma rebelião das comunidades da diáspora judaica em territórios romanos no Mediterrâneo Oriental e na Mesopotâmia, levou à destruição das comunidades judaicas em Creta, Chipre e Norte da África em 117 d.C. e, consequentemente, à dispersão dos judeus. já vivendo fora da Judéia até os confins do Império.
Jerusalém estava em ruínas desde a época de Vespasiano. Sessenta anos depois, Adriano, que contribuiu para a expulsão de Marcius Turbo da Palestina após sua sangrenta repressão aos judeus na diáspora em 117 d.C., ao visitar a área da Judéia, decidiu reconstruir a cidade em 130 d.C., e resolvê-lo, evidências circunstanciais sugerindo que foi ele quem o renomeou Ælia Capitolina, com uma colônia romana e cultos estrangeiros. É comumente sustentado que isso foi feito como um insulto aos judeus e como um meio de apagar a identidade judaica da terra,  Outros argumentaram que este projeto expressava uma intenção de estabelecer administrativamente e culturalmente uma presença imperial romana firme e, assim, incorporar a província, agora chamada Siro-Palestina, ao sistema mundial romano. Estas medidas políticas foram, de acordo com Menachem Mor, desprovidas de qualquer intenção de eliminar o Judaísmo,  na verdade, a reenquadramento pagã de Jerusalém pode ter sido um movimento estratégico concebido para desafiar, em vez disso, a crescente ameaça, pretensões e influência dos convertidos ao Cristianismo, para quem Jerusalém era também um símbolo crucial da sua fé.  A implementação desses planos levou a uma oposição violenta e desencadeou uma insurreição em grande escala com a revolta de Bar Kokhba (132-136 d.C.),  assistida, de acordo com Dio Cassius, por alguns outros povos, talvez árabes que tinham recentemente submetido por Trajano. A revolta foi esmagada, com a população judaica da Judéia devastada. Os prisioneiros de guerra judeus foram novamente capturados e vendidos como escravos pelos romanos. De acordo com a tradição judaica, os romanos deportaram doze barcos cheios de judeus para a Cirenaica. A emigração judaica voluntária da Judéia após a revolta de Bar-Kokhba também expandiu as comunidades judaicas na diáspora.  Os judeus foram proibidos de entrar em Jerusalém sob pena de morte, exceto no dia de Tisha B'Av. Houve uma nova mudança do centro da autoridade religiosa de Yavne, à medida que os rabinos se reagruparam em Usha, na Galiléia ocidental, onde a Mishná foi composta. Esta proibição desferiu um golpe na identidade nacional judaica na Palestina, enquanto os romanos, no entanto, continuaram a permitir aos judeus da diáspora a sua identidade nacional e religiosa distinta em todo o Império. 
As derrotas militares dos judeus na Judéia em 70 d.C. e novamente em 135 d.C., com um grande número de cativos judeus da Judéia vendidos como escravos e um aumento na emigração judaica voluntária da Judéia como resultado das guerras, significaram uma queda na população judaica da Palestina. a população foi equilibrada por um aumento no número da diáspora. Os prisioneiros judeus vendidos como escravos na diáspora e os seus filhos acabaram por ser alforriados e juntaram-se às comunidades locais livres. Argumentou-se que as evidências arqueológicas sugerem um genocídio romano ocorrido durante a Segunda revolta.  Um movimento significativo de gentios e samaritanos para aldeias anteriormente de maioria judaica parece ter ocorrido depois disso.  Durante a crise do Terceiro Século, as guerras civis no Império Romano causaram grandes perturbações económicas, e os impostos cobrados para financiar estas guerras impactaram fortemente a população judaica da Palestina. Como resultado, muitos judeus emigraram para a Babilónia sob o mais tolerante Império Sassânida, onde comunidades judaicas autónomas continuaram a florescer, atraídas pela promessa de prosperidade económica e pela capacidade de levar ali uma vida judaica plena. 
A Palestina e a Babilónia foram ambos grandes centros de estudos judaicos durante este período, mas as tensões entre os estudiosos destas duas comunidades cresceram à medida que muitos estudiosos judeus na Palestina temiam que a centralidade da terra para a religião judaica se perdesse com a continuação da emigração judaica. Muitos sábios judeanos recusaram-se a considerar os estudiosos judeus babilônicos como seus iguais e não ordenaram estudantes babilônicos em suas academias, temendo que retornassem à Babilônia como rabinos. A emigração judaica significativa para a Babilônia afetou negativamente as academias judaicas da Palestina e, no final do século III, elas dependiam de doações da Babilônia. 
É comum afirmar que a diáspora começou com o duplo esmagamento das aspirações nacionais judaicas por parte de Roma. David Aberbach, por exemplo, argumentou que grande parte da diáspora judaica europeia, pelo que ele quer dizer exílio ou migração voluntária, originou-se com as guerras judaicas que ocorreram entre 66 e 135 d.C.  Martin Goodman afirma que foi somente após a destruição de Jerusalém que os judeus foram encontrados no norte da Europa e ao longo da costa ocidental do Mediterrâneo.  Esta crença popular generalizada sustenta que houve uma expulsão repentina de judeus da Judeia e que isso foi crucial para o estabelecimento da diáspora. Israel Bartal afirma que Shlomo Sand está incorreto ao atribuir esta visão à maioria dos estudiosos judaicos,  em vez disso, argumentando que esta visão é insignificante entre os estudiosos judaicos sérios.  Esses estudiosos argumentam que o crescimento das comunidades judaicas da diáspora foi um processo gradual que ocorreu ao longo dos séculos, começando com a destruição de Israel pela Assíria, a destruição de Judá pela Babilônia, a destruição da Judéia pelos romanos e o subsequente governo dos cristãos e Muçulmanos. Após a revolta, o centro religioso e cultural judaico mudou para a comunidade judaica babilônica e seus estudiosos. Para as gerações que se seguiram, a destruição do evento do Segundo Templo passou a representar uma visão fundamental sobre os judeus que se tornaram um povo despossuído e perseguido durante grande parte da sua história.  Após a revolta de Bar Kokhba, os judeus foram reduzidos a um povo completamente da diáspora. 
Erich S. Gruen afirma que focar na destruição do Templo não entende que já antes disso a diáspora estava bem estabelecida. A deslocação compulsória de pessoas não pode explicar mais do que uma fracção da eventual diáspora.  Avrum Ehrlich também afirma que já bem antes da destruição do Templo em 70 d.C., mais judeus viviam na Diáspora do que em Israel.  Jonathan Adelman estimou que cerca de 60% dos judeus viviam na diáspora durante o período do Segundo Templo.  De acordo com Gruen:
Talvez três a cinco milhões de judeus tenham vivido fora da Palestina nos cerca de quatro séculos que se estenderam de Alexandre a Tito . A era do Segundo Templo colocou a questão em foco, inevitavelmente. O Templo ainda existia, uma lembrança do passado sagrado e, durante a maior parte da época, existiu um regime judaico na Palestina. No entanto, os judeus da diáspora, da Itália ao Irão, superavam em muito os da pátria. Embora Jerusalém se destacasse na sua autopercepção como nação, poucos deles a tinham visto, e poucos provavelmente o veriam. 
Israel Yuval afirmou que o cativeiro babilônico criou uma promessa de retorno na consciência judaica que teve o efeito de melhorar a autopercepção judaica do exílio após a destruição do Segundo Templo, embora sua dispersão tenha sido devida a uma série de fatores não exílicos. 

## Sionismo
O sionismo (de Sião, nome do monte onde ficava o templo de Jerusalém), surgiu na Europa em meados do século XIX. Inicialmente de caráter religioso, o sionismo pregava a volta dos judeus à Terra de Israel, como forma de estreitar os laços culturais do povo judeu em torno de sua religião e de sua cultura ancestral.

### Criação do Estado de Israel
Estima-se que seis milhões de judeus foram exterminados nos campos de concentração durante a Segunda Guerra Mundial. Isso impulsionou o estabelecimento do Estado de Israel, considerado pelo povo judeu o seu verdadeiro lar. A diáspora terminou em 1948, com a tomada da Palestina, o que criou o Moderno Estado de Israel. Em 1996, estimou-se que havia seis milhões de judeus vivendo em Israel, cerca de 5,5 milhões nos Estados Unidos, 400000 na França, 380000 no Canadá, 375000 no Reino Unido, 190000 na Rússia, 180000 na Argentina, 120000 na Alemanha, 110000 no Brasil e 70000 no Chile.

### Movimentos antissionistas
As visões a respeito da diáspora (tefutzah) se misturam. Enquanto boa parte dos judeus apoia o sionismo (retorno a Israel), outros — uma minoria denominada Naturei Karta — e também pequenos grupos não radicais mostram oposição ao conceito de moderna nação como um Estado democrático secular, e acreditam que esta só poderá existir após a chegada do Messias.